# Grand'Combe-Châteleu
Grand'Combe-Châteleu és un municipi francès situat al departament del Doubs i a la regió de Borgonya - Franc Comtat. L'any 2007 tenia 1.346 habitants.

## Demografia

### Població
El 2007 la població de fet de Grand'Combe-Châteleu era de 1.346 persones. Hi havia 545 famílies de les quals 148 eren unipersonals (60 homes vivint sols i 88 dones vivint soles), 183 parelles sense fills, 190 parelles amb fills i 24 famílies monoparentals amb fills.
La població ha evolucionat segons el següent gràfic:
Habitants censats

### Habitatges
El 2007 hi havia 635 habitatges, 561 eren l'habitatge principal de la família, 41 eren segones residències i 33 estaven desocupats. 468 eren cases i 166 eren apartaments. Dels 561 habitatges principals, 436 estaven ocupats pels seus propietaris, 113 estaven llogats i ocupats pels llogaters i 12 estaven cedits a títol gratuït; 10 tenien una cambra, 27 en tenien dues, 69 en tenien tres, 143 en tenien quatre i 312 en tenien cinc o més. 501 habitatges disposaven pel capbaix d'una plaça de pàrquing. A 204 habitatges hi havia un automòbil i a 302 n'hi havia dos o més.

### Piràmide de població
La piràmide de població per edats i sexe el 2009 era:
| Homes | Edats   | Dones |
| ----- | ------- | ----- |
| 0     | 95 o +  | 0     |
| 0     | 90 a 94 | 0     |
| 4     | 85 a 89 | 12    |
| 8     | 80 a 84 | 4     |
| 16    | 75 a 79 | 36    |
| 32    | 70 a 74 | 28    |
| 20    | 65 a 69 | 20    |
| 24    | 60 a 64 | 20    |
| 36    | 55 a 59 | 32    |
| 48    | 50 a 54 | 40    |
| 84    | 45 a 49 | 68    |
| 48    | 40 a 44 | 40    |
| 56    | 35 a 39 | 64    |
| 36    | 30 a 34 | 24    |
| 48    | 25 a 29 | 40    |
| 40    | 20 a 24 | 12    |
| 44    | 15 a 19 | 64    |
| 40    | 10 a 14 | 64    |
| 76    | 5 a 9   | 36    |
| 32    | 0 a 4   | 8     |

## Economia
El 2007 la població en edat de treballar era de 873 persones, 706 eren actives i 167 eren inactives. De les 706 persones actives 685 estaven ocupades (378 homes i 307 dones) i 22 estaven aturades (10 homes i 12 dones). De les 167 persones inactives 78 estaven jubilades, 60 estaven estudiant i 29 estaven classificades com a «altres inactius».

### Ingressos
El 2009 a Grand'Combe-Châteleu hi havia 562 unitats fiscals que integraven 1.391 persones, la mediana anual d'ingressos fiscals per persona era de 23.571 €.

### Activitats econòmiques
Dels 54 establiments que hi havia el 2007, 4 eren d'empreses alimentàries, 12 d'empreses de fabricació d'altres productes industrials, 9 d'empreses de construcció, 10 d'empreses de comerç i reparació d'automòbils, 2 d'empreses de transport, 5 d'empreses d'hostatgeria i restauració, 1 d'una empresa financera, 5 d'empreses immobiliàries, 3 d'empreses de serveis, 1 d'una entitat de l'administració pública i 2 d'empreses classificades com a «altres activitats de serveis».
Dels 16 establiments de servei als particulars que hi havia el 2009, 1 era una oficina de correu, 2 tallers de reparació d'automòbils i de material agrícola, 2 paletes, 3 fusteries, 4 lampisteries, 1 perruqueria i 3 restaurants.
Dels 3 establiments comercials que hi havia el 2009, 1 era una botiga de menys de 120 m², 1 una fleca i 1 una botiga d'electrodomèstics.
L'any 2000 a Grand'Combe-Châteleu hi havia 18 explotacions agrícoles que ocupaven un total de 714 hectàrees.

## Equipaments sanitaris i escolars
El 2009 hi havia 1 farmàcia i 1 ambulància.
El 2009 hi havia 1 escola maternal i 1 escola elemental.

## Poblacions més properes
El següent diagrama mostra les poblacions més properes.